# Juan González Hernández
Juan González Hernández (1826-1871) fue un periodista y político español, diputado durante el sexenio democrático.

## Biografía
Nacido en Plasencia en 1826, fundó los periódicos extremeños El Valle (1855), La Gaceta Agrícola (1867) y El Cantón Extremeño (1869), además de colaborar en El Regenerador Extremeño y El Faro del Pueblo. En Madrid fue redactor o colaborador de El Municipio Soberano, La Democracia y La Voz del Pueblo. Diputado a Cortes durante el periodo del Sexenio Democrático, falleció en 1871.